# Manuel Mendive
Manuel Mendive, né à La Havane en 1944, est un artiste plasticien cubain.
Plusieurs de ses œuvres, dont Barco negrero (1976), se trouvent au Musée national des beaux-arts de Cuba.

## Biographie
Mendive est né à La Havane, Cuba, en 1944. Sa famille pratiquait la santería. Mulâtre, il chérit ses racines yoruba de la côte ouest de l'Afrique.
En 1963, il est diplômé de l'Académie des Arts Plastiques San Alejandro de La Havane.